# Europese kampioenschappen kunstschaatsen 1982
De Europese Kampioenschappen kunstschaatsen zijn wedstrijden die samen een jaarlijks terugkerend evenement vormen, georganiseerd door de Internationale Schaatsunie (ISU).
De kampioenschappen van 1982 vonden plaats van 2 tot en met 7 februari in Lyon. Het was de eerste keer dat de EK kampioenschappen hier plaatsvonden. Het was de vijfde keer dat de EK kunstschaatsen in Frankrijk plaatsvonden, eerder werden de toernooien in Parijs (1932, 1956), Grenoble (1964) en Straatsburg (1978) gehouden.
Voor de mannen was het de 74e editie, voor de vrouwen en paren was het de 46e editie en voor de ijsdansers de 29e editie.

## Historie
De Duitse en Oostenrijkse schaatsbond, verenigd in de "Deutscher und Österreichischer Eislaufverband", organiseerden zowel het eerste EK Schaatsen voor mannen als het eerste EK Kunstschaatsen voor mannen in 1891 in Hamburg, in toen nog het Duitse Keizerrijk, nog voor het ISU in 1892 werd opgericht. De internationale schaatsbond nam in 1892 de organisatie van het EK kunstschaatsen over. In 1895 werd besloten voortaan het WK kunstschaatsen te organiseren en kwam het EK te vervallen. In 1898, na twee jaar onderbreking, vond toch weer een herstart plaats van het EK kunstschaatsen.
De vrouwen en paren zouden vanaf 1930 jaarlijks om de Europese titel strijden. De ijsdansers streden vanaf 1954 om de Europese titel in het kunstschaatsen.

## Deelname
Er namen deelnemers uit twintig landen deel aan deze kampioenschappen. Zij vulden het aantal van 83 startplaatsen in de vier disciplines in.
Voor België nam Eric Kol voor de tweede keer deel in het mannentoernooi en debuteerde Katrien Pauwels in het vrouwentoernooi. Voor Nederland debuteerden Ed van Campen in het mannentoernooi en Ingrid Aalders in het vrouwentoernooi en het paar Marianne van Bommel / Wayne Deweyert namen voor de tweede keer deel bij het ijsdansen.
(Tussen haakjes het totaal aantal startplaatsen over de disciplines.)
| Sovjet-Unie (11) Duitsland (8) Frankrijk (7) Verenigd Koninkrijk (7) Duitse Democratische Republiek (6) | Oostenrijk (5) Zwitserland (5) Finland (4) Joegoslavië (4) Tsjecho-Slowakije (4) | Hongarije (3) Italië (3) Nederland (3) Zweden (3) België (2) | Bulgarije (2) Denemarken (2) Spanje (2) Luxemburg (1) Polen (1) |

## Medaille verdeling
Bij de mannen stonden dezelfde drie medaillewinnaars als in 1981 op het erepodium bij het EK Kunstschaatsen, voor alle drie was het hun tweede medaille. Norbert Schramm werd de 31e Europees kampioen en de derde Duitser. Hij was de eerste West-Duitser die deze titel behaalde. In 1891 was de Duitser Oskar Uhlig de eerste Europees kampioen en de Oost-Duitser Jan Hoffmann was Europees kampioen in 1974, 1977, 1978 en 1979. Schramm stond in 1981 op de derde plaats. Jean-Christophe Simond stond net als in 1981 op de tweede plaats. De Europees kampioen van 1981, Igor Bobrin, stond dit jaar op de derde plaats.
Bij de vrouwen werd Claudia Kristofics-Binder de 22e Europees kampioene en de achtste Oostenrijkse vrouw die deze titel veroverde. Het was haar tweede medaille, in 1981 werd ze derde. De Oost-Duitse Katarina Witt, op de tweede plaats, veroverde haar eerste medaille bij het EK Kunstschaatsen. Elena Vodorezova op plaats drie veroverde haar tweede medaille, in 1978 werd ze ook derde.
Bij de paren veroverden Sabine Baess / Tassilo Thierbach als negentiende paar de Europese titel. Het was hun tweede medaille, in 1979 werden ze derde. Voor Marina Pestova / Stanislav Leonovich op de tweede plaats was het hun tweede medaille, in 1980 werden ze derde. Irina Vorobieva / Igor Lisovski werden derde. Het was als paar hun derde medaille, in 1979 werden ze tweede en in 1981 Europees kampioen. Voor Vorobieva was het haar vijfde medaille, in 1976 werd ze derde en in 1977 tweede met Alexandr Vlasov.
Bij het ijsdansen prolongeerden Jayne Torvill / Christopher Dean de Europese titel. Het was hun tweede EK medaille. Het paar op de tweede plaats, Natalja Bestemjanova / Andrej Boekin, veroverden hun eerste medaille. Het paar op de derde plaats, Irina Moiseeva / Andrei Minenkov, veroverden hun zevende medaille, in 1977 en 1978 werden ze Europees kampioen, in 1976, 1979 en 1981 tweede en in 1980 derde.
| Discipline | Goud                             | Zilver                               | Brons                            |
| ---------- | -------------------------------- | ------------------------------------ | -------------------------------- |
| Mannen     | Norbert Schramm                  | Jean-Christophe Simond               | Igor Bobrin                      |
| Vrouwen    | Claudia Kristofics-Binder        | Katarina Witt                        | Elena Vodorezova                 |
| Paren      | Sabine Baess / Tassilo Thierbach | Marina Pestova / Stanislav Leonovich | Irina Vorobieva / Igor Lisovski  |
| IJsdansen  | Jayne Torvill / Christopher Dean | Natalja Bestemjanova / Andrej Boekin | Irina Moiseeva / Andrei Minenkov |

## Uitslagen
| #      | naam (deelname)            | land                                    | pc     |
| ------ | -------------------------- | --------------------------------------- | ------ |
| Goud   | Norbert Schramm (3)        | Vlag van Duitsland                      |        |
| Zilver | Jean-Christophe Simond (6) | Vlag van Frankrijk                      |        |
| Brons  | Igor Bobrin (4)            | Vlag van Sovjet-Unie                    |        |
| 4      | Rudi Cerne (3)             | Vlag van Duitsland                      |        |
| 5      | Alexandr Fadeev (2)        | Vlag van Sovjet-Unie                    |        |
| 6      | Heiko Fischer              | Vlag van Duitsland                      |        |
| 7      | Vladimir Kotin (2)         | Vlag van Sovjet-Unie                    |        |
| 8      | Jozef Sabovcik (4)         | Vlag van Tsjechië                       |        |
| 9      | Grzegorz Filipowski (2)    | Vlag van Polen                          |        |
| 10     | Didier Monge               | Vlag van Frankrijk                      |        |
| 11     | Philippe Paulet            | Vlag van Frankrijk                      |        |
| 12     | Thomas Hlavik              | Vlag van Oostenrijk                     |        |
| 13     | Oliver Honer               | Vlag van Zwitserland                    |        |
| 14     | Bruno del Maestro (2)      | Vlag van Italië                         |        |
| 15     | Miljan Begovic (3)         | Vlag van Joegoslavië (1943-1992)        |        |
| 16     | Mark Pepperday (2)         | Vlag van Verenigd Koninkrijk            |        |
| 17     | Lars Akesson (2)           | Vlag van Zweden                         |        |
| 18     | Ed van Campen              | Vlag van Nederland                      |        |
| 19     | Todd Sand                  | Vlag van Denemarken                     |        |
| 20     | Thierry Michels            | Vlag van Luxemburg                      |        |
| 21     | Andras Szaraz              | Vlag van Hongarije                      |        |
| 22     | Eric Kol (2)               | Vlag van België                         |        |
| 23     | Boiko Alexiev (3)          | Vlag van Bulgarije (1971-1990)          |        |
| 24     | Fernando Soria             | Vlag van Spanje                         |        |
| -      | Alexander Konig            | Vlag van Duitse Democratische Republiek | t.z.t. |

| #      | naam (deelname)               | land                                    | pc     |
| ------ | ----------------------------- | --------------------------------------- | ------ |
| Goud   | Claudia Kristofics-Binder (5) | Vlag van Oostenrijk                     |        |
| Zilver | Katarina Witt (4)             | Vlag van Duitse Democratische Republiek |        |
| Brons  | Elena Vodorezova (4)          | Vlag van Sovjet-Unie                    |        |
| 4      | Deborah Cottrill (5)          | Vlag van Verenigd Koninkrijk            |        |
| 5      | Claudia Liestner              | Vlag van Duitsland                      |        |
| 6      | Kristiina Wegelius (6)        | Vlag van Finland                        |        |
| 7      | Carola Paul (2)               | Vlag van Duitse Democratische Republiek |        |
| 8      | Karen Wood (2)                | Vlag van Verenigd Koninkrijk            |        |
| 9      | Janina Wirth                  | Vlag van Duitse Democratische Republiek |        |
| 10     | Anna Antonova                 | Vlag van Sovjet-Unie                    |        |
| 11     | Myriam Oberwiler (2)          | Vlag van Zwitserland                    |        |
| 12     | Hana Vesela                   | Vlag van Tsjechië                       |        |
| 13     | Sandra Cariboni               | Vlag van Zwitserland                    |        |
| 14     | Manuela Ruben (2)             | Vlag van Duitsland                      |        |
| 15     | Sonja Stanek (3)              | Vlag van Oostenrijk                     |        |
| 16     | Parthena Sarafidis            | Vlag van Oostenrijk                     |        |
| 17     | Pairi Nieminen (2)            | Vlag van Finland                        |        |
| 18     | Karin Telser (2)              | Vlag van Italië                         |        |
| 19     | Beatrice Farinacci (2)        | Vlag van Frankrijk                      |        |
| 20     | Liisa Seitsonen               | Vlag van Finland                        |        |
| 21     | Katrien Pauwels               | Vlag van België                         |        |
| 22     | Catarina Lindgren (2)         | Vlag van Zweden                         |        |
| 23     | Anette Nygaard                | Vlag van Denemarken                     |        |
| 24     | Nevenka Lisak (3)             | Vlag van Joegoslavië (1943-1992)        |        |
| 25     | Rosario Esteban (2)           | Vlag van Spanje                         |        |
| 26     | Nora Miklosi                  | Vlag van Hongarije                      |        |
| 27     | Ingrid Aalders                | Vlag van Nederland                      |        |
| 28     | Tzvetanka Stefanova (2)       | Vlag van Bulgarije (1971-1990)          |        |
| -      | Sanda Dubravcic (6)           | Vlag van Joegoslavië (1943-1992)        | t.z.t. |
| -      | Petra Malivuk (2)             | Vlag van Joegoslavië (1943-1992)        | t.z.t. |

| #      | naam (deelname)                            | land                                    | pc |
| ------ | ------------------------------------------ | --------------------------------------- | -- |
| Goud   | Sabine Baess (5) Tassilo Thierbach (5)     | Vlag van Duitse Democratische Republiek |    |
| Zilver | Marina Pestova (4) Stanislav Leonovich (4) | Vlag van Sovjet-Unie                    |    |
| Brons  | Irina Vorobieva (5) Igor Lisovski (3)      | Vlag van Sovjet-Unie                    |    |
| 4      | Veronika Pershina (2) Marat Akbarov (2)    | Vlag van Sovjet-Unie                    |    |
| 5      | Birgit Lorenz (2) Knut Schubert (3)        | Vlag van Duitse Democratische Republiek |    |
| 6      | Susan Garland (3) Robert Daw (3)           | Vlag van Verenigd Koninkrijk            |    |
| 7      | Bettina Hage Stefan Zins                   | Vlag van Duitsland                      |    |
| 8      | Nathalie Tortel Xavier Videau (3)          | Vlag van Frankrijk                      |    |
| 9      | Gaby Galambos Jorg Galambos                | Vlag van Zwitserland                    |    |

| #      | naam (deelname)                            | land                         | pc |
| ------ | ------------------------------------------ | ---------------------------- | -- |
| Goud   | Jayne Torvill (6) Christopher Dean (5)     | Vlag van Verenigd Koninkrijk |    |
| Zilver | Natalja Bestemjanova (3) Andrej Boekin (3) | Vlag van Sovjet-Unie         |    |
| Brons  | Irina Moiseeva (10) Andrei Minenkov (10)   | Vlag van Sovjet-Unie         |    |
| 4      | Olga Volozhinskaia Alexandr Svinin         | Vlag van Sovjet-Unie         |    |
| 5      | Karen Barber (4) Nicholas Slater (4)       | Vlag van Verenigd Koninkrijk |    |
| 6      | Nathalie Herve (3) Pierre Bechu (3)        | Vlag van Frankrijk           |    |
| 7      | Jana Berankova (2) Jan Bartak (2)          | Vlag van Tsjechië            |    |
| 8      | Judit Peterfy (2) Csaba Balint (2)         | Vlag van Hongarije           |    |
| 9      | Wendy Sessions (2) Stephan Williams (2)    | Vlag van Verenigd Koninkrijk |    |
| 10     | Birgit Goller (3) Peter Klisch (3)         | Vlag van Duitsland           |    |
| 11     | Petra Born (2) Rainer Schonborn (2)        | Vlag van Duitsland           |    |
| 12     | Jindra Hola (3) Karol Foltan (3)           | Vlag van Tsjechië            |    |
| 13     | Isabella Michel Roberto Pelizzola (3)      | Vlag van Italië              |    |
| 14     | Maria Kniffer (2) Manfred Hubler (2)       | Vlag van Oostenrijk          |    |
| 15     | Marianne van Bommel (2) Wayne Deweyert (2) | Vlag van Nederland           |    |
| 16     | Marine Olivier Philippe Boissier           | Vlag van Frankrijk           |    |
| 17     | Esther Guiglia Roland Mader                | Vlag van Zwitserland         |    |
| 18     | Salia Saarinen Kim Jacobson                | Vlag van Finland             |    |
| 19     | Ulla Ornamerker (2) Thomas Svedberg (2)    | Vlag van Zweden              |    |

Medaillewinnaars

Mannen · 
Vrouwen ·
Paren · 
IJsdansen

Toernooi

1891 · 
1892 · 
1893 · 
1894 · 
1895 · 
1896-1897 · 
1898 · 
1899 · 
1900 · 
1901 · 
1902-1903 · 
1904 · 
1905 · 
1906 · 
1907 · 
1908 · 
1909 · 
1910 · 
1911 · 
1912 · 
1913 · 
1914 · 
1915-1921 · 
1922 · 
1923 · 
1924 · 
1925 · 
1926 · 
1927 · 
1928 · 
1929 · 
1930 · 
1931 · 
1932 · 
1933 · 
1934 · 
1935 · 
1936 · 
1937 · 
1938 · 
1939 ·
1940-1946 · 
1947 · 
1948 · 
1949 · 
1950 · 
1951 · 
1952 · 
1953 · 
1954 · 
1955 · 
1956 · 
1957 · 
1958 · 
1959 · 
1960 · 
1961 · 
1962 · 
1963 · 
1964 · 
1965 · 
1966 · 
1967 · 
1968 · 
1969 · 
1970 · 
1971 · 
1972 · 
1973 · 
1974 · 
1975 · 
1976 · 
1977 · 
1978 · 
1979 · 
1980 · 
1981 · 
1982 · 
1983 · 
1984 · 
1985 · 
1986 · 
1987 · 
1988 · 
1989 · 
1990 · 
1991 · 
1992 · 
1993 · 
1994 · 
1995 ·
1996 · 
1997 · 
1998 · 
1999 · 
2000 · 
2001 · 
2002 · 
2003 · 
2004 · 
2005 · 
2006 ·
2007 ·
2008 ·
2009 ·
2010 ·
2011 ·
2012 ·
2013 ·
2014 ·
2015 ·
2016 ·
2017 ·
2018 ·
2019 ·
2020 ·
2021 · 
2022 · 
2023 · 
2024 · 
2025

WK kunstschaatsen ·
WK kunstschaatsen junioren ·
Viercontinentenkampioenschap ·
Olympische Spelen